# Тереховское сельское поселение
Тереховское се́льское поселе́ние — муниципальное образование в Шиловском районе Рязанской области Российской Федерации. Административный центр — село Терехово.
В 2018 году включено в Инякинское сельское поселение.

## Географическое положение
Муниципальное образование — Тереховское сельское поселение в составе Шиловского района Рязанской области граничит с севера с Тырновским и Инякинским поселениями с востока — с Боровским сельским поселением, с юга — с Шиловским городским поселением, с запада — с Санским сельским поселением.
Площадь Тереховского сельского поселения — 60,595 кв. км.

## Климат и природные ресурсы
Климат Тереховского сельского поселения умеренно континентальный с умеренно-холодной зимой и теплым, достаточно влажным летом. Ветровой режим характеризуется преобладанием средних и слабых западных ветров.
Поселение расположено на правом берегу реки Оки. По его территории поселения протекает типично равнинная река Тырница. На территории поселения расположены озера Чудино, затон Чернышиха, затон Курово.
Почвы дерново-подзолистые, песчаные, супесчаные и суглинистые.
Территория поселения расположена в зоне широколиственных и смешанных лесов.

## История
Образовано в результате муниципальной реформы 2006 г. на территории Тереховского сельского округа (центр Терехово) — с возложением административного управления на село Терехово.

## Население
| 2010 | 2012 | 2013 | 2014 | 2015 | 2016 | 2017 |
| ---- | ---- | ---- | ---- | ---- | ---- | ---- |
| 549  | ↘526 | ↘498 | ↗504 | ↘492 | ↗493 | ↘488 |
| 2018 |      |      |      |      |      |      |
| ↘474 |      |      |      |      |      |      |

## Административное устройство
Образование и административное устройство сельского поселения определяются законом Рязанской области от 07.10.2004 № 102-ОЗ.
Границы сельского поселения определяются законом Рязанской области от 28.12.2007 № 240-ОЗ.
В состав сельского поселения входят 3 населённых пункта
1. Ирицы (село) — 165[13]
2. Надеино (село) — 78[13]
3. Терехово (село, административный центр) — 306[13]

## Экономика
По данным на 2015/2016 г. на территории Тереховского сельского поселения Шиловского района Рязанской области расположено:
1. ООО База отдыха «Терехово» (село Терехово), деятельность в сфере туризма.

Реализацию товаров и услуг осуществляют 4 магазина.

## Социальная инфраструктура
На территории Тереховского сельского поселения действуют: 2 отделения почтовой связи, 2 фельдшерско-акушерских пункта (ФАПа), Дом культуры и 2 библиотеки.

## Транспорт
Основные грузо- и пассажироперевозки осуществляются автомобильным транспортом: через территорию поселения проходит автомобильная дорога регионального значения Р125: «Ряжск — Касимов — Нижний Новгород». Важное значение до недавнего времени имела река Ока и Окский речной путь, в селе Терехово имеется речная пристань (якорная стоянка), действует участок № 4 канала имени Москвы. Через реку Оку в летнее время действует паромная переправа.